# Рисові тераси в Філіппінських Кордильєрах
Рисові тераси в Філіппінських Кордильєрах — об'єкт Світової спадщини ЮНЕСКО, рисові поля, що повторюють обриси гірських схилів у провінції Іфугао на Філіппінах. Тераси та рисові поля було створено більш двох тисяч років тому. 1995 року вони були включені до списку об'єктів світової спадщини ЮНЕСКО. З 2001 по 2012 рік поля було занесено до списку об'єктів, що перебувають під загрозою знищення.

## Розташування
Рисові тераси розташовані на острові Лусон в північній частині Філіппінського архіпелагу. Вони сягають великої висоти над рівнем моря, споруджені на дуже крутих схилах й точно відтворюють природні обриси схилів. Тераси мають добре розроблену іригаційну систему.

## Світова спадщина
До складу об'єкта світової спадщини увійшло п'ять кластерів, визнаних наймальовничішими та найзбереженішими:
- Тераси Надакадан (Nagacadan) у муніципалітеті Кіанган, що розділені річкою;
- Тераси Андуан (Hungduan);
- Центральна частина терас (Mayoyao) включає в себе також традиційні фермерські будівлі;
- Тераси Бангаан (Bangaan) у муніципалітеті Банауе, що включають також традиційне місцеве село;
- Тераси Батад (Batad) у муніципалітеті Банауе, що сконструйовані у вигляді напівкруглого амфітеатру з селом в його основі.